# Conceição dos Ouros
Conceição dos Ouros is een gemeente in de Braziliaanse deelstaat Minas Gerais. De gemeente telt 10.869 inwoners (schatting 2009).

## Aangrenzende gemeenten
De gemeente grenst aan Brasópolis, Cachoeira de Minas, Consolação en Paraisópolis.